# فريدريك براون
فريدريك براون (بالإنجليزية: Frederick Brown)‏ هو محرر الصوت أمريكي، ولد في 7 أبريل 1935 في لوس أنجلوس في الولايات المتحدة، وتوفي في 9 نوفمبر 2003.

## وصلات خارجية
- فريدريك براون على موقع IMDb (الإنجليزية)
- فريدريك براون على موقع قاعدة بيانات الفيلم (الإنجليزية)